# Leporinus gomesi
Leporinus gomesi é uma espécie de peixe da família dos Anostomídeos e da ordem dos caraciformes. Os machos podem alcançar 16 cm de comprimento. Vivem em zonas de clima tropical, na América do Sul, mais especificamente, na bacia do rio Aripuanã, no Brasil.